# N-溴代丁二酰亚胺
N-溴代丁二酰亚胺或稱N-溴琥珀醯亞胺，是有机合成中的重要试剂。因其结构原因而相当容易异裂出Br+离子，反应活性较高，因而被广泛应用于自由基取代反应和亲电加成反应中。NBS可以當作溴的替代物。

## 製備

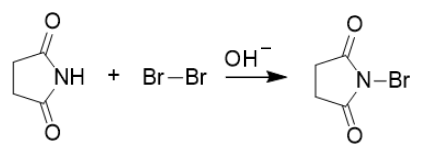
N-溴代丁二酰亚胺的制备

NBS在市面上是可以取得的，但也可以在實驗室中被合成出來。合成方法為將丁二醯亞胺溶於至於冰的氫氧化鈉溶液中並加入溴，持續攪拌後過濾並以清水清洗產物，最後將產物以40 °C乾燥。此作法產率約為69.5 %。
除了沃爾–齊格勒溴化反應使用不純的NBS能有比較高的產率，在進行其他反應時通常不會使用不純的NBS（略黃），這是因为使用不純的NBS可能會產生不可預期的結果。而純化NBS的方法為使用90–95 °C 的水（10 g NBS溶入100 mL水中）進行再結晶。

## 反應

### 對烯烴的加成反應
NBS能跟烯烴（如下圖 1）在水溶液中反應產生鹵代醇（如下圖 2）。進行此反應的方法是將NBS分批加入烯烴的DMSO或DME或THF或叔丁醇其中之一的50 %水溶液中。溴鎓離子的生成和水分子的快速攻擊使這個反應為馬可尼可夫加成反應且為反式加成（立體選擇性）。
副產物包括α-溴代酮跟二溴取代化合物，而使用再結晶過的NBS即可以減少這些副產物的產生。
若此反應改使用其他親核基（而非以水當親核基），則可以合成其他各式各樣擁有雙取代基的烷類，下圖即為一例。
（一對外消旋體）

### 烯丙基類與苯甲基類化合物的溴化反應
進行烯丙基類與苯甲基類化合物的溴化反應的基本條件是在迴流裝置中將NBS加入無水四氯化碳，並加入自由基引發劑（如偶氮二異丁腈（AIBN）、過氧化苯甲醯）或照以輻射抑或兩者同时使用促使自由基起始反應的發生。
反應過程中產生的烯丙基自由基或苯甲基自由基是相對穩定的中間產物，所以這個反應的主要產物依舊為烯丙基類與苯甲基類化合物（溴化物）。此反應亦稱作沃爾–齊格勒溴化反應。
本反應中使用的四氯化碳溶劑必須是無水的，若水存在則產物可能會发生水解。因此通常會加入碳酸鋇維持反應過程中無水和無酸的狀態。

### 羰基衍生物的溴化反應
羰基衍生物的α-溴化反應可以利用NBS進行自由基反應或酸催化反應。舉例來說，己醯氯（如下圖1）經過酸和NBS的催化反應後，α位即接上溴原子完成溴化。
然而為了使此反應有較高的產率和較少其他副產物產生，通常會使用NBS加上烯醇鹽或烯醇醚，這樣也能產生α-溴化反應。

### 芳香類化合物的溴化反應
擁有高電子密度的芳香類化合物像是酚、苯胺或某些雜環化合物也可以用NBS溴化。如果此反應以二甲基甲醯胺等極性非質子性溶劑，則可以很容易地讓溴原子接在對位上。

### 霍夫曼重排反應
在霍夫曼重排反應中，NBS可以用來代替單質溴，在強鹼作用下與一級醯胺反應。

### 醇類的選擇性氧化反應
NBS被發現可以氧化醇類。艾里亞斯·詹姆斯·科里等人發現同時存在有一級醇與二級醇的DME溶液中，NBS可以選擇性地氧化二級醇。

## 注意事項
相較於溴，NBS是個相對安全的反應試劑，但還是要注意避免吸入體內。純的NBS為白色固體，但會隨時間逐漸分解產生溴，這會使之略帶黃色。NBS應該儲藏在冰箱中。
大部分使用NBS試劑的反應都為放熱反應，所以進行大規模反應的時候應特別注意安全。